# Clematis wightiana
Clematis wightiana är en ranunkelväxtart som beskrevs av Nathaniel Wallich. Clematis wightiana ingår i släktet klematisar, och familjen ranunkelväxter. Inga underarter finns listade i Catalogue of Life.